# Walik'ajchi
Walik’ajchi o Walikajcha es un deporte creado en Bolivia basado en la antigua pelota de mano, también conocido como K'ajcha en Bolivia y como pelota vasca en España.
Este deporte surgió a partir de la combinación de otras dos disciplinas deportivas: k’ajcha (o k’ajchi, en aimara y raquetbol.
El walik’ajchi fue registrado como deporte en la oficina de Derechos de Autor de Bolivia en 1992 con el nombre de walik’ajchi por el médico potosíno Mario Padilla, quién tuvo la idea a partir de un juego de pelota de mano practicado por niños y adolescentes a inicios de la década de 1990 en el Colegio Don Bosco, un tradicional centro educativo de la ciudad de La Paz en el que se continua practicando desde entonces.

## Historia: de lak’ajchaalWalik’ajchi
La k’ajcha es un deporte que tradicionalmente se practicaba en Bolivia, originado probablemente a partir de una variación de la pelota de mano o pelota vascade características muy similares a éstos deportes, pero que fue gradualmente reemplazado durante la segunda mitad del siglo XX primero por el frontón (que se jugaba en sus inicios con una paleta de madera), despoues por la raqueta a frontón y finalmente por el raquet o raquetbol.
El tipo de pelota empleado en la k’ajcha, con un núcleo de perdigón de acero, cubierto por lana e hilo enrollados y forrado con cuero, obligaba a los deportistas, conocidos como k’ajchascaniscas, a mitigar con el uso de guantes el dolor del golpe, lo que no podía evitar que con el tiempo la práctica de este deporte dejaba manos encallecidas.
La introducción de las paletas de madera, pelotas de caucho y finalmente de las raquetas, así como la creciente popularidad primero del frontón y luego del raquetbol hicieron que este último, reemplazara la práctica de la k’ajcha entre los jóvenes.
La idea del walik’ajchi surge el invierno de 1991, cuando su creador, Mario Padilla, mientras esperaba a sus hijos en el patio del colegio, vio a varios jóvenes jugando pegándole a una pelota de tenis hacia paredes y techos que servían como frontones improvisados, juego que aún se sigue practicando cotidianamente en los pasillos de éste centro educativo.

## Reglas
El walik’ajchi es un deporte competitivo que se practica en una cancha igual a la que se utiliza para jugar raquetbol, en el que los jugadores impulsan una pelota hacía una pared, valiéndose únicamente de las manos, tanto para servir como para retornar la misma.
Las dimensiones de la chancha son: 6 metros de ancho, 6 metros de alto y 12 metros de largo, y una pared posterior de al lo menos 3,65 metros de altura.
La pelota utilizada es la misma que se usa para tenis, debe pesar entre 56,7 y 58,5 gramos y medir entre 6,35 y 6,67 centímetros de diámetro.
El walik’ajchi se disputa entre dos o cuatro jugadores, denominándose las variedades simples o soleada y dobles o cuartos, respectivamente, dependiendo del número de jugadores.
Durante el juego, los jugadores deben golpear la pelota con la palma de la mano o el puño sin arrastrada ni sujetarla.
Las reglas del walik’ajchi son parecidas a las del raquetbol y difieren en el saque: el jugador que hace el servicio puede impulsar la pelota con o sin rebote de manera que ésta golpee la pared frontal. El rebote e la pelota desde la pared frontal debe llegar al piso por detrás de una línea corta, sin tocar las paredes laterales, el techo ni la pared posterior.

## Etimología
El nombre de walik’ajchi surge de la combinación de las palabras wali que en aimara significa bueno y k’ajcha, nombre de uno de los juegos de los que se originó el walik’ajchi. El nombre de walik’ajchi es asociado también a wali o walli, versión de voleibol que se juega en canchas de raquet; sin embargo, de acuerdo a su creador esto es sólo una coincidencia, ya que cuando ideó el nombre el walli no era muy conocido.